# Dracaena brachystachys
Dracaena brachystachys là một loài thực vật có hoa trong họ Măng tây. Loài này được Hook.f. mô tả khoa học đầu tiên năm 1892.